# Žydrūnas
Žydrūnas ist ein litauischer männlicher Vorname, abgeleitet von žydras (dt. "blau"). Die weibliche Form ist Žydrūnė.

## Personen
- Žydrūnas Ilgauskas (* 1975), Basketballspieler
- Žydrūnas Karčemarskas (* 1983), Fußballtorhüter
- Žydrūnas Plytnikas (*  1971), Verwaltungsjurist und Politiker, Vizeminister
- Žydrūnas Savickas (* 1975), Strongman